# Chiara Quattrone
Chiara Quattrone (* 11. Februar 1995) ist eine ehemalige italienische Tennisspielerin.

## Karriere
Quattrone begann mit sechs Jahren mit dem Tennisspielen und bevorzugt Sandplätze. Sie spielte hauptsächlich auf dem ITF Women’s Circuit, wo sie einen Doppeltitel gewann.
Ihr erstes Profiturnier spielte Quattrone im Mai 2011 in Iraklio, im Einzel blieb sie aber bislang ohne nennenswerte Erfolge. Im Doppel konnte sie im Juli 2014 mit ihrer Partnerin Sara Castellano beim Turnier in Les Contamines-Montjoie ihr erstes Finale erreichen, wo sie Aliona Bolsova Zadoinov und Carla Touly mit 1:6 und 1:6 unterlagen. Im Mai 2016 erreichte sie mit Francesca Bullani das Halbfinale in Santa Margherita di Pula, im August 2016 gewann sie in Tarvisio mit Ludmilla Samsonova ihr erstes Turnier im Doppel.
Ihr bislang letztes internationale Turnier spielte Quattrone im August 2018. Sie wird daher nicht mehr in der Weltrangliste geführt.

## Turniersiege

### Doppel
| Nr. | Datum          | Turnier  | Kategorie   | Belag | Partnerin          | Finalgegnerinnen                  | Ergebnis         |
| --- | -------------- | -------- | ----------- | ----- | ------------------ | --------------------------------- | ---------------- |
| 1.  | 5. August 2016 | Tarvisio | ITF $10.000 | Sand  | Ludmilla Samsonova | Angelica Moratelli Anna Remondina | 3:6, 6:4, [10:6] |